# Sojoez TMA-16M
Sojoez TMA-16M was een ruimtevlucht naar het Internationaal ruimtestation ISS die op 27 maart 2015 werd gelanceerd. De Sojoez vervoerde drie bemanningsleden voor ISS Expeditie 43. Het was de 125e vlucht van een Sojoez-ruimteschip, na de eerste lancering in 1967. Scott Kelly en Michail Kornijenko zullen een heel jaar verblijven op het ruimtestation ISS en terugkeren met Sojoez TMA-18M.

## Bemanning lancering
| Positie           | Ruimtevaarder                           |                                         |
| ----------------- | --------------------------------------- | --------------------------------------- |
| Bevelhebber       | Gennady Padalka, RSA 5e ruimtevlucht    | Gennady Padalka, RSA 5e ruimtevlucht    |
| Flight Engineer 1 | Michail Kornijenko, RSA 2e ruimtevlucht | Michail Kornijenko, RSA 2e ruimtevlucht |
| Flight Engineer 2 | Scott Kelly, NASA 4e ruimtevlucht       | Scott Kelly, NASA 4e ruimtevlucht       |

## Reservebemanning
| Positie           | Ruimtevaarder          |                        |
| ----------------- | ---------------------- | ---------------------- |
| Bevelhebber       | Aleksej Ovtsjinin, RSA | Aleksej Ovtsjinin, RSA |
| Flight Engineer 1 | Sergey Volkov, RSA     | Sergey Volkov, RSA     |
| Flight Engineer 2 | Jeffrey Williams, NASA | Jeffrey Williams, NASA |

## Bemanning landing
| Positie           | Ruimtevaarder                             |                                           |
| ----------------- | ----------------------------------------- | ----------------------------------------- |
| Bevelhebber       | Gennady Padalka, RSA 5e ruimtevlucht      | Gennady Padalka, RSA 5e ruimtevlucht      |
| Flight Engineer 1 | Andreas Mogensen, ESA 1e ruimtevlucht     | Andreas Mogensen, ESA 1e ruimtevlucht     |
| Flight Engineer 2 | Aidyn Aimbetov, KazCosmos 1e ruimtevlucht | Aidyn Aimbetov, KazCosmos 1e ruimtevlucht |

TMA-1 · TMA-2 · TMA-3 · TMA-4 · TMA-5 · TMA-6 · TMA-7 · TMA-8 · TMA-9 · TMA-10 · TMA-11 · TMA-12 · TMA-13 · TMA-14 · TMA-15 · TMA-16 · TMA-17 · TMA-18 · TMA-19 · TMA-01M · TMA-20 · TMA-21 · TMA-02M · TMA-22 · TMA-03M · TMA-04M · TMA-05M · TMA-06M · TMA-07M · TMA-08M  · TMA-09M · TMA-10M · TMA-11M · TMA-12M · TMA-13M · TMA-14M · TMA-15M · TMA-16M · TMA-17M · TMA-18M · TMA-19M · TMA-20M